# Виверт (фільм, 2003)
«Ви́верт» (Ухи́лення; фр. L'esquive; в американському прокаті фільм вийшов під назвою Гра кохання та можливості (англ. Games of Love and Chance)) — французька мелодрама поставлена Абделатіфом Кешишем у 2003 році. Фільм відзначено чотирма преміями «Сезар» як «Найкращий фільм», «Найкращий режисер», «Найкращий сценарій» і «Найперспективніша акторка» (Сара Форестьє) та низкою інших національних та міжнародних кінопремій .

## Сюжет
П'ятнадцятирічний Абделькрім на прізвисько Крімо, живе з матір'ю в спальному кварталі паризького передмістя. Мати працює у супермаркеті, батько сидить у в'язниці. І усі троє мріють одного прекрасного дня вирушити на яхті на край світу. А поки що хлопець тиняється вулицями міста з іншими підлітками, що не знають, як убити час. Раптом Крімо звертає увагу на свою однокласницю, лукаву базіку Лідію. Він мріє зустрічатися з нею, але та цілком поглинена репетицією п'єси «Гра любові і випадку» Мариво, яку вони проходять у школі, і старанно уникає відповіді. Друзі та подруги тиснуть на Крімо, вимагаючи від нього рішучіших дій.

## В ролях
| Актор(ка)       |   | Роль                 |
| --------------- | - | -------------------- |
| Осман Елкарраз  | … | Крімо                |
| Сара Форестьє   | … | Лідія                |
| Сабріна Уазані  | … | Фріда                |
| Нану Бенаму     | … | Нану                 |
| Хафет Бен-Ахмед | … | Фатхі                |
| Орелі Ганіто    | … | Магалі               |
| Кароль Франк    | … | французький професор |
| Хажар Хамлілі   | … | Зіна                 |
| Рашид Гамі      | … | Рашид                |

## Нагороди та номінації
| Нагороди та номінації фільму | Нагороди та номінації фільму                                    | Нагороди та номінації фільму                         | Нагороди та номінації фільму               | Нагороди та номінації фільму | Нагороди та номінації фільму |
| Рік                          | Нагорода                                                        | Категорія                                            | Номінант                                   | Результат                    |                              |
| ---------------------------- | --------------------------------------------------------------- | ---------------------------------------------------- | ------------------------------------------ | ---------------------------- | ---------------------------- |
| 2003                         | Кінофестиваль «Антракт» (Белфорт, Франція)                      | Гран-прі                                             | Абделатіф Кешиш                            | Перемога                     |                              |
| 2004                         | Міжнародний кінофестиваль фільмів про кохання у Монсі (Бельгія) | Найкраща акторка                                     | Сара Форестьє, Сабріна Уазані, Нану Бенаму | Перемога                     |                              |
| 2004                         | Стамбульський кінофестиваль                                     | Приз ФІПРЕССІ                                        | Абделатіф Кешиш                            | Перемога                     |                              |
| 2004                         | Стамбульський кінофестиваль                                     | Спеціальний приз журі                                | Виверт                                     | Перемога                     |                              |
| 2004                         | Стокгольмський кінофестиваль                                    | Особлива згадка                                      | Абделатіф Кешиш                            | Перемога                     |                              |
| 2004                         | Туринський міжнародний фестиваль молодіжного кіно               | Найкращий режисер                                    | Абделатіф Кешиш                            | Перемога                     |                              |
| 2004                         | Туринський міжнародний фестиваль молодіжного кіно               | Приз ФІПРЕССІ                                        | Абделатіф Кешиш                            | Перемога                     |                              |
| 2004                         | Туринський міжнародний фестиваль молодіжного кіно               | Золотий приз за найкращий сценарій — Особлива згадка | Абделатіф Кешиш                            | Перемога                     |                              |
| 2005                         | Міжнародний фестиваль незалежного кіно в Буенос-Айресі          | Спеціальний приз                                     | Абделатіф Кешиш                            | Перемога                     |                              |
| 2005                         | Премія «Сезар»                                                  | Найкращий фільм                                      | Виверт                                     | Перемога                     |                              |
| 2005                         | Премія «Сезар»                                                  | Найкращий режисер                                    | Абделатіф Кешиш                            | Перемога                     |                              |
| 2005                         | Премія «Сезар»                                                  | Найперспективніша акторка                            | Сара Форестьє                              | Перемога                     |                              |
| 2005                         | Премія «Сезар»                                                  | Найперспективніша акторка                            | Сабріна Уазані                             | Номінація                    |                              |
| 2005                         | Премія «Сезар»                                                  | Найперспективніший актор                             | Осман Елкарраз                             | Номінація                    |                              |
| 2005                         | Премія «Сезар»                                                  | Найкращий сценарій                                   | Абделатіф Кешиш, Галія Лакруа              | Перемога                     |                              |
| 2005                         | Премія «Люм'єр»                                                 | Найкращий сценарій                                   | Абделатіф Кешиш                            | Перемога                     |                              |
| 2005                         | Золота зірка французького кіно                                  | Найкращий молода акторка                             | Сара Форестьє                              | Перемога                     |                              |